# Screaming men
|  | Denne artikel er oprettet af botten PalnaBot ud fra en ekstern database. Den kan derfor have sproglige fejl eller mangler. Denne skabelon kan fjernes efter kontrol af indholdet. |

Screaming men er en film instrueret af Mika Rokainen.

## Handling
Det finske mandskor, Mieskuoro Huutajat, klædt i sorte jakkesæt, hvide skjorter og gummislips opfører deres repertoire ved at råbe og skrige. Koret, der har eksisteret i 15 år, modtager stærke reaktioner fra publikum overalt; chok, begejstring og forvirring. "Screaming Men" er en film om magt, nationalisme, stædighed og en stærk tro på en egen kunst. Den kreative proces, anført af korleder Petri Sirviö, fører ofte til konflikter mellem koret og dets omgivelser, og nogle gange også indenfor koret selv. Dokumentarfilmen følger de skrigende mænd i Finland og på international turne i en periode på 5 år, og balancerer - ligesom koret - på en tynd line mellem det dødseriøse og det absurde.